# Narcisstobak
Narcisstobak (Nicotiana sylvestris) är en art inom familjen potatisväxter från nordvästra Argentina. Det är en flerårig ört som odlas som ettårig utplanteringsväxt i Sverige.